# Torrone Alto
Pizzo Tambò – szczyt w Alpach Lepontyńskich, części Alp Zachodnich. Leży w Szwajcarii na granicy kantonów Gryzonia i Ticino, blisko granicy z Włochami. Należy do podgrupy Alpy Adula. Można go zdobyć ze schroniska Capanna di Cava (2066 m).
Pierwszego odnotowanego wejścia dokonali L.Darmstädter i J. E G. Stabeler 17 czerwca 1892 r.